# Surrey (ancienne circonscription fédérale)
Pour les articles homonymes, voir Surrey et White Rock.
Surrey (aussi connue sous le nom de Surrey—White Rock) est une ancienne circonscription électorale fédérale de la Colombie-Britannique, représentée de 1968 à 1979.
La circonscription de Surrey est créée en 1966 d'une partie de New Westminster. En 1971, la circonscription devient Surrey—White Rock. Abolie en 1976, elle est redistribuée parmi Fraser Valley-Ouest et Surrey—White Rock—Delta-Nord.

## Députés
1. 1968-1974 — Barry Mather, NPD
2. 1974-1979 — Benno Friesen, PC

- NPD = Nouveau Parti démocratique
- PC = Parti progressiste-conservateur